# Katie McCabe
Katie McCabe (Kilnamanagh, 1995. szeptember 21. –) ír női válogatott labdarúgó, az Arsenal több poszton is bevethető játékosa.

## Pályafutása
A Kilnamanagh AFC és a Crumlin United FC fiúcsapataiban kezdett focizni, majd 10 évesen csatlakozott a Templeogue United lánycsapatához, de három éven keresztül mindkét nem mérkőzésein pályára lépett. A középiskola alatt gael focit és kosárlabdát is játszott.
Az ír női bajnokság megalakulását követően 2011-ben írt alá a Raheny Unitedhez.
McCabe szerezte csapata első Bajnokok Ligája találatát az MTK elleni 3–2-es vereséggel végződő összecsapáson 2013. augusztus 8-án.
2014 februárjában a Cork City ellen karrierje első mesterhármasának örülhetett, azonban a mérkőzést egy szerencsétlen lábtöréssel fejezte be, amely után négy hónapos kényszerpihenőt volt kénytelen tartani.
Visszatérését követően 23 találatával újabb bajnoki címhez, egy hatalmas szabadrúgásgóllal kupagyőzelemhez, majd az Olimpia Cluj, az NSZA Szofija és a Hibernian együttesén túljutva a legjobb 32 közé segítette a "Pandákat" a 2014–15-ös Bajnokok Ligája kiírásában. Emellett az Év sportolója díjat is abszolválta hazájában. Klubjával két bajnoki címet és három női kupát nyert.
2015-ben a Raheny United egyesült a Shelbourne csapatával, így McCabe is új szerelésben kezdte a szezont.

#### Arsenal
2015 decemberében a londoni Arsenalhoz szerződött, elutasítva a Glasgow City, a Chelsea és a Manchester City ajánlatait.

##### Kölcsönben a Glasgow Citynél
Kisebb-nagyobb sérülései miatt azonban nem tudott rendszeresen csapata rendelkezésére állni, így 2017 januárjában a Glasgow Cityhez került kölcsönbe. A skót gárdával megnyerte a bajnokságot és két mérkőzésen vett részt a 2017–18-as Bajnokok Ligája küzdelmeiben.

##### Visszatérés az Arsenalhoz
Kölcsönének lejárta után visszatért az Arsenalhoz és az addig inkább támadóként helytálló McCabe egy teljesen új poszton találta magát, miután Joe Montemurro baloldali védő pozícióba helyezte át a 2018–19-es szezonban. Új szerepkörében a legtöbb percet játszotta a keretben az idény folyamán és bajnoki címhez vezette az Ágyusokat, ezt követően pedig 2019. március 26-án meghosszabbította kontraktusát.
A 2020–21-es idényben együttesével bronzérmet szerzett a bajnokságban, 5 találatával és 12 gólpasszával pedig beválasztották az Év csapatába és egy újabb szerződés hosszabbítással indította a következő évadot.
A szezon legjobb Arsenal játékosává választották 2023. június 20-án, emellett pedig az Év gólja címét is bezsebelhette a 2022–2023-as kiírásban.
Szeptember 29-én pazar teljesítményét követően ismét hosszabbított gárdájával, november 5-én pedig 200. alkalommal léphetett pályára az Arsenalban.

### A válogatottban
A 2014-es U19-es Európa-bajnokságon bajnokságon Spanyolországot, Angliát és Svédországot is legyőzve csoportelsőként egészen az elődöntőig menetelt a korosztályos válogatottal, ahol Hollandia állta útjukat.
A felnőtt válogatottban 2015. január 15-én játszotta első mérkőzését a Hollandia ellen 1–3 arányban elvesztett barátságos találkozón.
A 2016-os Ciprus-kupán megszerezte első válogatott gólját Olaszország ellen.
Mindössze 21 évesen hazája történetének legfiatalabb csapatkapitánya lett Colin Bell kinevezését követően.
A 2023-as világbajnokságon a torna egyetlen ír találatát szerezte meg a kanadai hölgyek ellen.

## Sikerei

### Klubcsapatokban
Angol bajnok (1):
- Arsenal (1): 2018–19

 Angol kupagyőztes (1):
- Arsenal (3): 2015–16

 Angol ligakupa-győztes (2):
- Arsenal (2): 2017–18, 2022–23

 Angol szuperkupa-győztes (1):
- Arsenal (1): 2020

 Skót bajnok (1):
- Glasgow City (1): 2017

 Ír bajnok (2):
- Raheny United (2): 2012–13, 2013–14

 Ír kupagyőztes (3):
- Raheny United (3): 2012, 2013, 2014

 Ír ligakupa-győztes (1):
- Raheny United (1): 2015

### Egyéni
- Az év játékosa (1): 2022[24][25]
- Az év női sportolója (2): 2014,[6] 2023[26]